# Melesio Soto
Melesio Soto Soto (* 29. November 1941) ist ein ehemaliger mexikanischer Radrennfahrer.

## Sportliche Laufbahn
Soto war im Straßenradsport aktiv. Er war Teilnehmer der Olympischen Sommerspiele 1964 in Tokio. Im olympischen Straßenrennen kam er auf den 93. Platz. Bei den Zentralamerika- und Karibikspielen 1962 in Kingston siegte er in der Mannschaftsverfolgung und gewann Bronze in der Mannschaftswertung des Straßenrennens.
1962 gewann er die Mannschaftsverfolgung bei den Zentralamerika- und Karibikspielen. Bei den Panamerikanischen Spielen in São Paulo 1963 gewann  er die Bronzemedaille in der Mannschaftsverfolgung. In der Mexiko-Rundfahrt 1961 kam er auf den 9. Platz.